# 巴克格特 (伊利諾伊州)
巴克哈特（英語：Buckhart）是位於美國伊利諾伊州桑加蒙縣的一個非建制地區。該地的面積和人口皆未知。

## 地理
巴克哈特的座標為39°44′59″N 89°26′41″W / 39.74972°N 89.44472°W，而該地的平均海拔高度為172米（即564英尺）。